# Луебо
Луебо (на френски: Luebo) е град в Демократична република Конго и административен център на провинция Касаи. Градът има население от 26 248 души (по приблизителна оценка от 2004 г.). Обслужва се от летище Луебо.